# 日本民謡ヤングフェスティバル
日本民謡ヤングフェスティバル(にっぽん・みんよう・ヤングフェスティバル）は、一般社団法人全大阪みんよう協会主催による民謡コンクールである。
1991年に創設されたもので、日本の民謡歌手の普及と育成を目的として行われ、一般公募によるテープ審査を経て選ばれた若手民謡歌手が自慢ののどを披露し、「若手民謡歌手日本一」を決定する場として開催している。別名「民謡の甲子園」と呼ばれている。このコンクールは日本民謡フェスティバル、日本民謡大賞（いずれも日本民謡協会主催、後者は廃止）と並ぶ、民謡の最高位の権威を誇る賞の一つとされている。

## スポンサー
- 主催： 一般社団法人全大阪みんよう協会
- 後援： 文化庁、大阪府、大阪市、大阪府教育委員会、大阪市教育委員会、（公財）大阪21世紀協会、NHK大阪放送局、産経新聞大阪本社、産経新聞開発（株）、（公財）日本民謡協会、（一財）日本郷土民謡協会

## 出場資格
開催年度から数えて29年前から18年前までに生まれた者（満年齢18-29歳）。プロ・アマは問わず。
参加者は直近の公演やコンクールで収録した歌唱の音源をカセットテープ、コンパクトディスク、ミニディスクに録音して郵送で提出する。全国コンクール出場者は伴奏を原則として同伴すること。

## 賞
- グランプリ（最優秀賞）1人　各スポンサー賞
- 優秀賞3人